# Comuna Jibert, Brașov
Jibert (în germană: Seiburg, în maghiară: Zsiberk) este o comună în județul Brașov, Transilvania, România, formată din satele Dacia, Grânari, Jibert (reședința), Lovnic și Văleni.

## Demografie
Componența etnică a comunei Jibert
     Români (55,88%)
     Romi (20,58%)
     Maghiari (12,39%)
     Germani (1,59%)
     Alte etnii (9,56%)
Componența confesională a comunei Jibert
     Ortodocși (74,29%)
     Reformați (11,5%)
     Evanghelici augustani (1,24%)
     Alte religii (3,01%)
     Necunoscută (9,96%)
Conform recensământului efectuat în 2021, populația comunei Jibert se ridică la 2.260 de locuitori, în creștere față de recensământul anterior din 2011, când fuseseră înregistrați 2.250 de locuitori. Majoritatea locuitorilor sunt români (55,88%), cu minorități de romi (20,58%), maghiari (12,39%) și germani (1,59%). Din punct de vedere confesional, majoritatea locuitorilor sunt ortodocși (74,29%), cu minorități de reformați (11,5%) și evanghelici augustani (1,24%), iar pentru 9,96% nu se cunoaște apartenența confesională.

## Politică și administrație
Comuna Jibert este administrată de un primar și un consiliu local compus din 11 consilieri. Primarul, Ștefăniță Pîtea[*], de la Partidul Național Liberal, este în funcție din 1 noiembrie 2024. Începând cu alegerile locale din 2024, consiliul local are următoarea componență pe partide politice:
|  | Partid                                          | Consilieri | Componența Consiliului | Componența Consiliului | Componența Consiliului | Componența Consiliului |
|  | ----------------------------------------------- | ---------- | ---------------------- | ---------------------- | ---------------------- | ---------------------- |
|  | Partidul Național Liberal                       | 4          |                        |                        |                        |                        |
|  | Partidul Social Democrat                        | 3          |                        |                        |                        |                        |
|  | Alianța Dreapta Unită                           | 2          |                        |                        |                        |                        |
|  | Uniunea Democrată Maghiară din România          | 1          |                        |                        |                        |                        |
|  | Partidul Alternativa pentru Demnitate Națională | 1          |                        |                        |                        |                        |

## Primarii comunei
- 1996[7] - 2000 - Vaida Bucur, de la PDSR
- 2000[8] - 2004 - Pâtea Marian, de la PD
- 2004[9] - 2008 - Pâtea Marian, de la PD
- 2008[10] - 2012 - Pâtea Marian, de la PDL
- 2012[11] - 2016 - Boeriu Ioan Iancu, de la PNL
- 2016[12] - 2020 - Boeriu Ioan Iancu, de la PNL
- 2020[13] - 2024 - Boeriu Ioan Iancu, de la PNL

## Vezi și
- Biserica fortificată din Dacia
- Biserica evanghelică din Lovnic
- Biserica de lemn din Grânari
- Biserica reformată din Grânari
- Hârtibaciu Sud - Est (sit de importanță comunitară inclus în rețeaua ecologică europeană Natura 2000 în România).
- Podișul Hârtibaciului (arie de protecție specială avifaunistică)
- Sighișoara - Târnava Mare (sit de importanță comunitară)